# Херешть (Алба)
Херешть, Херешті (рум. Hărăști) — село у повіті Алба в Румунії. Входить до складу комуни Відра.
Село розташоване на відстані 327 км на північний захід від Бухареста, 60 км на північний захід від Алба-Юлії, 71 км на південний захід від Клуж-Напоки, 144 км на північний схід від Тімішоари.